# Herrelös hund
| Herrelös hund |
| --- |
| Två herrelösa hundar i Moskva. - Betydelse – hund utan tillsyn eller ägarskap - Antal – 200 miljoner utan ägare, totalt 800 miljoner utan tillsyn - Exempel – gatuhund |

En herrelös hund eller hemlös hund är en tamhund som inte kontrolleras och sköts av någon människa. Många av dessa hundar lever i stadsmiljöer, där de är kända som gatuhundar. Det finns minst 200 miljoner herrelösa hundar, oräknat hundar som deras ägare låter löpa fritt.

## Antal och utbredning
Åtminstone 20 procent av den cirka 1 miljard stora populationen av hundar räknas som herrelösa. Antalet koppellösa hundar med nominella ägare kan vara ytterligare 60 procent av totalpopulationen, eftersom hundägare i många länder låter sina hundar ströva fritt.
Herrelösa hundar är vanligt förekommande i stora delar av världen, inklusive i utvecklingsländer och i en del industriländer. I delar av USA har mängden herrelösa hundar stigit avsevärt på senare år, och i staden Houston fanns 2017 uppskattningsvis cirka en miljon herrelösa hundar. I delar av världen finns även omfattande populationer av förvildade katter eller andra husdjur; Houston ligger i Texas, en delstat med över tre miljoner förvildade svin. I hela USA beräknades det 2022 finnas minst 60 miljoner förvildade katter.

## Problematik
Kringströvande hundar kan bli ett problem för både lokalt djurliv och vägtrafik. Under 2023 års Giro d'Italia skedde minst en olycka efter kollisioner mellan tävlingscyklister och fritt kringströvande hundar.
Herrelösa hundar kan sprida rabies, en sjukdom som årligen (siffra från 2017) dödar cirka 55 000 människor.